# 寶可夢 皮卡丘
《寶可夢 皮卡丘》（又译作），是一款由Game Freak制作，任天堂在Game Boy上发行的角色扮演类游戏。
在任天堂於1996年推出《寶可夢 紅／綠》後，由於大受好評而1997年推出電視動畫，而因為電視動畫大受歡迎，任天堂便在《紅／綠》的基礎上改編並設計出添加了動畫劇情相關元素的《寶可夢 皮卡丘》。

## 遊戲玩法
《寶可夢 皮卡丘》是《寶可夢 紅／綠》的更新版本。本作和前作相同、採用第三人稱鳥瞰視角，與地圖、戰鬥畫面與目錄選單三項主要畫面，其中玩家可在目錄選單中調整隊伍的安排、查看背包中的道具、改變遊戲設定、查看寶可夢圖鑑或存檔。在遊戲剛開始時，玩家會獲得一隻寶可夢，之後可使用精靈球捕獲更多的寶可夢。玩家可使用自己的寶可夢與其他寶可夢對戰，當玩家隨機遭遇到野生的寶可夢，或與遊戲中的非玩家角色（NPC）展開戰鬥時，螢幕就會跳轉至回合制的戰鬥畫面。在戰鬥中，玩家可以命令寶可夢使用招式對戰、使用道具、替換寶可夢或逃跑（但非玩家角色的對戰不能逃跑）。每隻寶可夢都有各自的生命值，當一隻寶可夢的生命值降到零時時就失去戰鬥能力。而當玩家的寶可夢擊敗對方的寶可夢時可獲得經驗值，累積一定的經驗值即可提升等級，多數寶可夢會在達到一個特定等級時進化。
除了獲得戰鬥的勝利外，捕捉寶可夢也是遊戲的一大要素，在與野生的寶可夢戰鬥時，玩家可以使用精靈球對其進行捕捉。若捕捉成功，該寶可夢就會成為加入玩家的隊伍（若隊伍已滿六隻則會存放在寶可夢中心的電腦）。影響捕捉成功與否的要件包括野生寶可夢殘餘的生命值、是否陷入異常狀態和玩家使用的精靈球種類，將野生寶可夢的生命值削減的越低、使其陷入異常狀態或使用較高級的球均可提升捕捉的成功率。
《寶可夢 皮卡丘》有幾項不同於《寶可夢 紅／綠》的設計，其中之一就是玩家的不再從三個初學者寶可夢擇一，而是必定會獲得一個特別的皮卡丘。這個皮卡丘不會進入精靈球，會跟隨在主角的後面。當主角轉頭時可以查看皮卡丘的心情，皮卡丘的心情會隨著親密度而變化，而親密度的增減取決於皮卡丘在遊戲裡的表現。如果皮卡丘的等級提升、親密度就會提升，如果它失去戰鬥能力，親密度就會下降。此皮卡丘無法進化成雷丘，玩家也無法遇到野生的皮卡丘，所有NPC也不會使用皮卡丘。

## 故事
如同《寶可夢 紅》和《寶可夢 綠》，《寶可夢 黃》的舞台發生在關東地區，有151種寶可夢在不同的地理環境中棲息。遊戲的目標仍然相同，不過有些微的變動。例如故事開始時，玩家不再從三個寶可夢中選擇一個做為初學者寶可夢，而是會獲得大木博士所收服的皮卡丘，與此相對，主角的勁敵的初學者寶可夢是伊布。遊戲劇情和部份角色取自電視動畫，例如火箭隊中新增了武藏、小次郎和喵喵，寶可夢中心的醫護員也改成喬伊。玩家可以隨著遊戲進展獲得三個初學者寶可夢，即妙蛙種子、傑尼龜、小火龍。

## 制作
《寶可夢 皮卡丘》的最初制作是在日版《寶可夢 紅／綠》之后。游戏的发行时间正好与《神奇寶貝劇場版：超夢的逆襲》重合。任天堂的岩田聪评论到，人们可能认为《寶可夢 皮卡丘》并不是必要，这是由于即将发行的《寶可夢 金／銀》，它们计划在同一年发行。

## 相關作品
寶可夢 Let's Go！比卡超／Let's Go！伊貝
是一款由GAME FREAK製作，任天堂發行的任天堂Switch角色扮演遊戲，也是寶可夢系列遊戲首次登陸任天堂Switch平台。

## 評價
自發佈以來，《寶可夢 皮卡丘》好評如潮，Game Rankings依據十五則評論給予遊戲85.47%的評分，這個使得本遊戲成為Game Boy第五位得分高以及所有遊戲第1017位得分高的遊戲。在滿分10分的制度下、《任天堂力量》給了8分，Game Informer給了6.5分，Electric Playground給了7.5分。。《Sarasota Herald-Tribune》評道這對兒童來說是個好遊戲。在一個由十名孩童組成的團體調查中，其中九名給出「很棒」或「傑出」的分數，但只有五位推薦購買。IGN的Craig Harris讚賞了遊戲機制，他認為《皮卡丘》比《紅／綠》還要更好，並給出滿分評價。GameDaily的Chris Buffa將它列為最好的寶可夢遊戲之一，雖然只是個改良版，但還是有足夠的內容。
除了讚譽以外、亦有不少評論家提出負面批評。GameSpot的Cameron Davis稱它只不過是個在《寶可夢 金／銀》推出之前安撫玩家的權宜之計，他評論「新的挑戰足以填補這段空窗期，但也只有這樣了。」AllGame的Brad Cook評論，對於沒有玩過《紅／綠》的人、《皮卡丘》是不錯；不過如果玩過《紅／綠》的話，他建議等到《金／銀》推出。《每日電訊報》的Steve Boxer評論，雖然它的遊戲機制很不錯，但缺乏新的功能。並表示任天堂的手段貪婪，《皮卡丘》象徵著《寶可夢》在遊戲的道路上已經止步、並且轉變為一種行銷手法了。